# Guatteria venosa
Guatteria venosa är en kirimojaväxtart som beskrevs av Erkens och Paulus Johannes Maria Maas. Guatteria venosa ingår i släktet Guatteria och familjen kirimojaväxter. Inga underarter finns listade i Catalogue of Life.